# Jelisaweta Iwanowna Bykowa
Jelisaweta Iwanowna Bykowa (russisch Елизавета Ивановна Быкова, wiss. Transliteration Elizaveta Ivanovna Bykova; * 1. Novemberjul. / 14. November 1913greg. in Bogoljubowo; † 8. März 1989 in Moskau) war eine sowjetische Schachspielerin und dritte Schachweltmeisterin.
Jelisaweta Bykowa entstammte einer Bauersfamilie und zog im Jahr 1926 nach Moskau. Nach ihrem Schulabschluss studierte sie an der Volkswirtschaftlichen Fakultät in Moskau. Im Jahr 1938 wurde sie erstmals Moskauer Stadtmeisterin im Schach, nachdem sie im Jahr zuvor den dritten Platz erreicht hatte. Insgesamt holte Bykowa fünfmal den Titel der Moskauer Stadtmeisterschaft. 
Nach dem Großen Vaterländischen Krieg wurde Bykowa in den Jahren 1947, 1948 und 1950 dreimal sowjetische Meisterin. In ihrem ersten Schachweltmeisterschaftsturnier der Frauen 1950 teilte sie sich den 3. Platz mit Walentina Borissenko. Im selben Jahr wurde sie zum Internationalen Meister der Frauen (WIM) ernannt. Im Jahr 1953 bezwang sie in einem Wettkampf um die Weltmeisterschaft Ljudmila Rudenko mit sieben Siegen, fünf Niederlagen und zwei Unentschieden (8:6) und wurde dadurch dritte Weltmeisterin in der Geschichte des Schachs. Aufgrund dieses Erfolges erhielt sie 1953 von der FIDE den Titel Internationaler Meister. Im selben Jahr erhielt sie die Auszeichnung Verdienter Meister des Sports (Заслуженный мастер спорта). 1956 verlor sie den Weltmeistertitel an Olga Rubzowa, konnte ihn aber in einem Revanchewettkampf 1958 mit einem Ergebnis von 8,5:5,5 (sieben Siege, vier Niederlagen, drei Unentschieden) zurückgewinnen. Nachdem sie ihren Weltmeistertitel bei der Weltmeisterschaft 1960 gegen Kira Sworykina verteidigen konnte, musste sie sich 1962 der klar überlegenen späteren Großmeisterin Nona Gaprindaschwili geschlagen geben (sieben Niederlagen, vier Unentschieden). Im Jahr 1976 wurde Bykowa zur Großmeisterin der Frauen (WGM) ernannt.
Neben dem Schachspielen veröffentlichte Bykowa mehrere Bücher. So unter anderem eine 1957 erschienene umfassende Biographie ihrer Vorgängerin auf dem Weltmeisterinnenthron Vera Menchik.

## Werke
- Bykova, E. I.: Sovetskie šachmatistki (russ. «Советские шахматистки»), Moskau 1951.
- Bykova, E. I.: Sorevnovanija na pervenstvo mira po šachmatam sredi ženščin (russ. «Соревнования на первенство мира по шахматам среди женщин»), Moskau 1955.
- Bykova, E. I.: Vera Menčik (russ. «Вера Менчик»), Moskau 1957.